# Nicholas Rowe
Pour les articles homonymes, voir Nicholas Rowe (acteur) et Rowe.
Nicholas Rowe (né le 20 juin 1674 à Little Barford, Bedfordshire - mort le 6 décembre 1718  à Londres) est un dramaturge et un poète anglais. Il accéda à la dignité de Poète Lauréat en 1715.

## Œuvre
La Belle-mère ambitieuse (The Ambitious Stepmother), sa première pièce, vit le jour en 1700 et fut produite par Thomas Betterton. L'action se déroulait à Persépolis et la représentation reçut un très bon accueil. Ce succès fut suivi de Tamerlan (Tamerlane), texte dans lequel le grand conquérant figure en réalité Guillaume III d'Angleterre tandis que Louis XIV est tourné en dérision sous les traits de Bajazet.
La Pénitente juste (1703) est une adaptation librement inspirée de la Dot fatale de Philip Massinger et Nathan Field. Le grand critique Samuel Johnson a rangé cette pièce parmi les tragédies les plus plaisantes jamais écrites en anglais. Il note en particulier que « l'histoire est domestique, assimilable à la vie quotidienne et donc aisément appréhendable pour l'imagination ; la diction est d'une harmonie exquise, tantôt douce ou vive selon l'occasion ». Le fameux personnage de Lothario est resté dans les mémoires comme l'incarnation archétypale de l'homme dissolu. On dit par ailleurs que le personnage de Calista aurait plus tard inspiré à Samuel Johnson celui de Clarissa Harlowe, tout comme Lothario aurait donné naissance à Lovelace.
En 1704, Rowe s'essaya à la comédie, en réalisant Le Mordeur (The Biter). On rapporte que la pièce n'amusa guère que son auteur, et Rowe se remit à la tragédie avec un Ulysse (Ulysses) en 1706. D'après Johnson, la pièce était vouée à subir le sort de toutes les pièces mythologiques comparables, en ce sens que « nous avons été familiarisés trop tôt avec les héros poétiques pour espérer éprouver du plaisir à leur renouveau ».
Le Converti royal (The Royal Convert, 1707) traitait des persécutions endurées par Aribert, fils de Hengist et de la chrétienne Ethelinda. L'histoire se déroule en Angleterre à une époque obscure et barbare.
La Tragédie de Jane Shore (The Tragedy of Jane Shore) fut jouée au théâtre de Drury Lane en 1714, avec Anne Oldfield dans le rôle principal, et tint le devant de la scène pendant dix-neuf soirées consécutives. Il s'agit du plus grand succès de Rowe. Ce dernier admit que la pièce s'inspirait fortement du style de Shakespeare, sans toutefois parvenir à une imitation parfaite.
La Tragédie de Lady Jeanne Grey (The Tragedy of Lady Jane Grey), qui suivit en 1715), fut un échec, ce qui poussa Rowe à abandonner les tragédies féminines.
Nicholas Rowe fut le premier éditeur et biographe de Shakespeare : Some account of the life &c. of Mr. William Shakespear by Nicholas Rowe, introduction by Charles Nicholl, London, Pallas Athene, 2009

### Traductions en français
- Jane Shore, tragédie en 5 actes, par Nicholas Rowe, traduite de l'anglais, précédée de la vie de Nicholas Rowe par Samuel Johnson, Paris, Ladvocat, 1824
- La belle pénitente : deux tragédies de "Caliste" imitées de l'Anglais Rowe (1703) par Mauprié (1750) et Colardeau (1760), édition établie et présentée par Jean-Noël Pascal, traduction de The fair penitent, Perpignan : Presses universitaires de Perpignan, 2001